# Трещёв, Григорий Дмитриевич
Григорий Дмитриевич Трещёв (1890—1979) — советский педагог, организатор профессионального образования в городе Сталиногорске (с 1961 года — Новомосковск), директор Новомосковского химико-механического техникума (ныне Новомосковский политехнический колледж) в 1934—1960 годах. Первый Почётный гражданин Новомосковска.

## Биография
Родился в 1890 году в селе Тросна Крапивенского уезда Тульской губернии (ныне Щёкинского района Тульской области). Закончил Московский государственный университет. В годы студенчества Григорий Дмитриевич находился под влиянием идей русского писателя Л. Н. Толстого, с которым неоднократно встречался и беседовал.
Трудовую деятельность Г. Д. Трещёв начал в 1912 году в городе Плавске в качестве педагога начального училища. С 1914 года работал в Москве преподавателем ремесленного училища и земской школы. Активный участник революционного движения. Из Москвы был выслан на родину, где с 1917 года участвовал в становлении советской власти — в Плавске и в Черни.
Вступив в РКП(б) в 1918 году, Г. Д. Трещёв работал в политпросвете (Плавск), в укоме партии (Чернь), в губполитпросвете и совпартшколе (Тула), затем был директором госрабфака в Туле, заместителем председателя губернской контрольной комиссии.
В сентябре 1930 года направлен на Бобриковское строительство, где работал помощником начальника строительства «Мосхимэнерегостроя», директором учебного комбината, а с 1934 года и до выхода на пенсию в 1960 году — директором Сталиногорского химико-механического техникума (ныне Новомосковский политехнический колледж). С апреля 1934 года являлся также ректором Сталиногорского университета культуры.
Под руководством Г. Д. Трещёва техникум выпустил тысячи специалистов-техников для химической промышленности. Его ученики и воспитанники живут и работают во всех химических центрах России.
После выхода на пенсию в 1960 году Г. Д. Трещёв вёл общественную работу в городе и в техникуме. В 1966 году исполком горсовета первому присвоил ему звание почётного гражданина города Новомосковска.
Умер 28 мая 1979 года в Новомосковске.

## Награды и звания
- орден Трудового Красного Знамени
- медали.

Первый Почётный гражданин Новомосковска (1966)

## Память
В доме № 39 по улице Комсомольская, где жил Г. Д. Трещёв установлена мемориальная доска.